# Particell
Das Particell (auch: die Particella) ist ein notierter Entwurf eines Musikstücks, das nicht als fertige Partitur aufgeschrieben ist, sondern in einigen wenigen Notensystemen die Verteilung der Stimmen skizziert. In den einzelnen Systemen werden Anmerkungen zur späteren Ausführung gemacht, anhand derer die endgültige Instrumentation vorgenommen werden kann, die dann in der Partitur notiert wird.
Auch ein erweiterter Klavierauszug, bei dem einzelne signifikante Orchesterstimmen in einem oder mehreren Extra-Systemen notiert sind, wird Particell genannt.